# Trypogeus javanicus
Trypogeus javanicus là một loài bọ cánh cứng trong họ Cerambycidae.